# Бизнес-школа
Бизнес-школа — это организация, которая предлагает образование по управлению бизнесом. Обычно это включает в себя такие темы как:
- Бухгалтерский учёт
- Финансы
- Менеджмент
- Информационные технологии
- Маркетинг
- Бизнес-модель
- Кадровая служба
- Логистика
- PR
- Бизнес-процесс
- Аутсорсинг
- Финансы организации
- Организационное поведение
- Вычислительные методы

## Виды бизнес-школ
Это могут быть школы бизнеса, делового администрирования и менеджмента. Есть 4 основных принципа относительно бизнес-школ.
1. Большинство университетских бизнес-школ являются факультетами, колледжами или департаментами университета и занимаются только бизнес-курсами.
2. В Северной Америке бизнес-школа часто понимается как университет магистратура, которая предлагает степень MBA или эквивалентную ей.
3. Также в Северной Америке термин «бизнес-школа» может означать разные типы организаций: двухгодичную школу, которая предоставляет Associate's degree в различных областях бизнеса. Многие из этих школ зародились как вспомогательные, потом стали заниматься бухгалтерским учётом и прочими вещами. Обычно такие школы — это скорее бизнес, а не высококлассные университеты.
4. В Европе и Азии некоторые университеты учат только бизнесу.

## Степени, присуждаемые в бизнес-школах
- Associate’s Degree: AA, AAB, ABA, AS
- Bachelor's Degrees: BBA, BBus, BComm, BSBA, BAcc, BABA, BBS, and BSc
- Doctoral Degrees: Ph.D., DBA, DHA, DM, Doctor of Commerce (DCOM), FPM
- Master's Degrees: MBA, Masters in Business and Management (MBM), MM, MAcc, MMR, MSMR, MPA, MSM, MHA, MSF, MSc, MST, Masters in Management Studies (MMS) and MCOMM. At Oxford and Cambridge business schools an MPhil, or Master of Philospophy, is awarded in place of an MA or MSc.
- Post Graduate Diploma in Business Management (PGDBM), Post Graduate Program (PGP) in Business Management, Post Graduate Program (PGP) in Management

### История бизнес-кейсов
Когда была основана Гарвардская школа бизнеса, преподаватели быстро осознали, что подходящих учебников для этого направления еще не написано. Тогда было решено проводить интервью с ведущими представителями бизнеса и в деталях записывать те действия, которые предпринимали менеджеры. Профессора обязывали студентов читать эти кейсы и приходить на урок с готовыми рекомендациями по тому или иному случаю. Модель бизнес-кейсов показала свою эффективность и используется до сих пор.